# Luigi Lucotti
Luigi Lucotti (né le 18 décembre 1893 à Voghera, dans la province de Pavie, en Lombardie et mort dans la même ville le 29 décembre 1980) était un coureur cycliste italien, dont la carrière se déroula dans les années 1910 et au début des années 1920.

## Biographie
Professionnel de 1913 à 1926 dans diverses équipes (Ancora, Maino, Bianchi, Meteore Wolber), Luigi Lucotti a remporté 3 étapes du Tour de France et terminé troisième du Tour d'Italie 1914.

## Palmarès
- 1912
  - 2e du Tour d'Ombrie
- 1914
  - 6e étape du Tour d'Italie
  - 2e du championnat d'Italie sur route
  - 3e du Tour d'Italie
- 1915
  - 2e de Milan-San Remo
- 1917
  - 2e du Tour d'Émilie
  - 3e du Tour de la province de Milan (avec Oscar Egg)
  - 3e de Milan-Turin
- 1918
  - Tour de la province de Milan
- 1919
  - 12e et 13e étapes du Tour de France
  - 3e du championnat d'Italie sur route
  - 7e du Tour de France
  - 7e de Milan-San Remo
- 1921
  - 8e étape du Tour de France
  - 4e du Tour de France

## Résultats sur les grands tours

### Tour de France
3 participations :
- 1919 : 7e, vainqueur des 12e et 13e étapes
- 1921 : 4e, vainqueur de la 8e étape
- 1925 : abandon (4e étape)

### Tour d'Italie
3 participations :
- 1913 : 16e
- 1914 : 3e, vainqueur de la 6e étape
- 1923 : 25e